# Suka Maju (Sultan Daulat)
Suka Maju is een bestuurslaag in het regentschap Subulussalam van de provincie Atjeh, Indonesië. Suka Maju telt 1771 inwoners (volkstelling 2010).